# تتا² صلیب
تتا² صلیب یک ستاره است که در صورت فلکی چلیپا قرار دارد.